# Collège du pape
Le Collège du pape ou Collège du pape Adrien VI (Pauscollege en néerlandais) est un collège pour étudiants nécessiteux en théologie fondé en 1523 grâce à la générosité du pape Adrien VI à Louvain, ville sise aujourd'hui dans la province du Brabant flamand en Belgique.
Il fait partie des plus beaux collèges de Louvain et même des monuments les plus admirables de la ville.

## Localisation
Le Collège du pape se situe au numéro 3 de la Hogeschoolplein, au centre de la ville, à quelques centaines de mètres au sud de l'Hôtel de ville de Louvain et à quelques dizaines de mètres à l'est de la rue de Namur (Naamsestraat) et de l'église Saint-Michel.

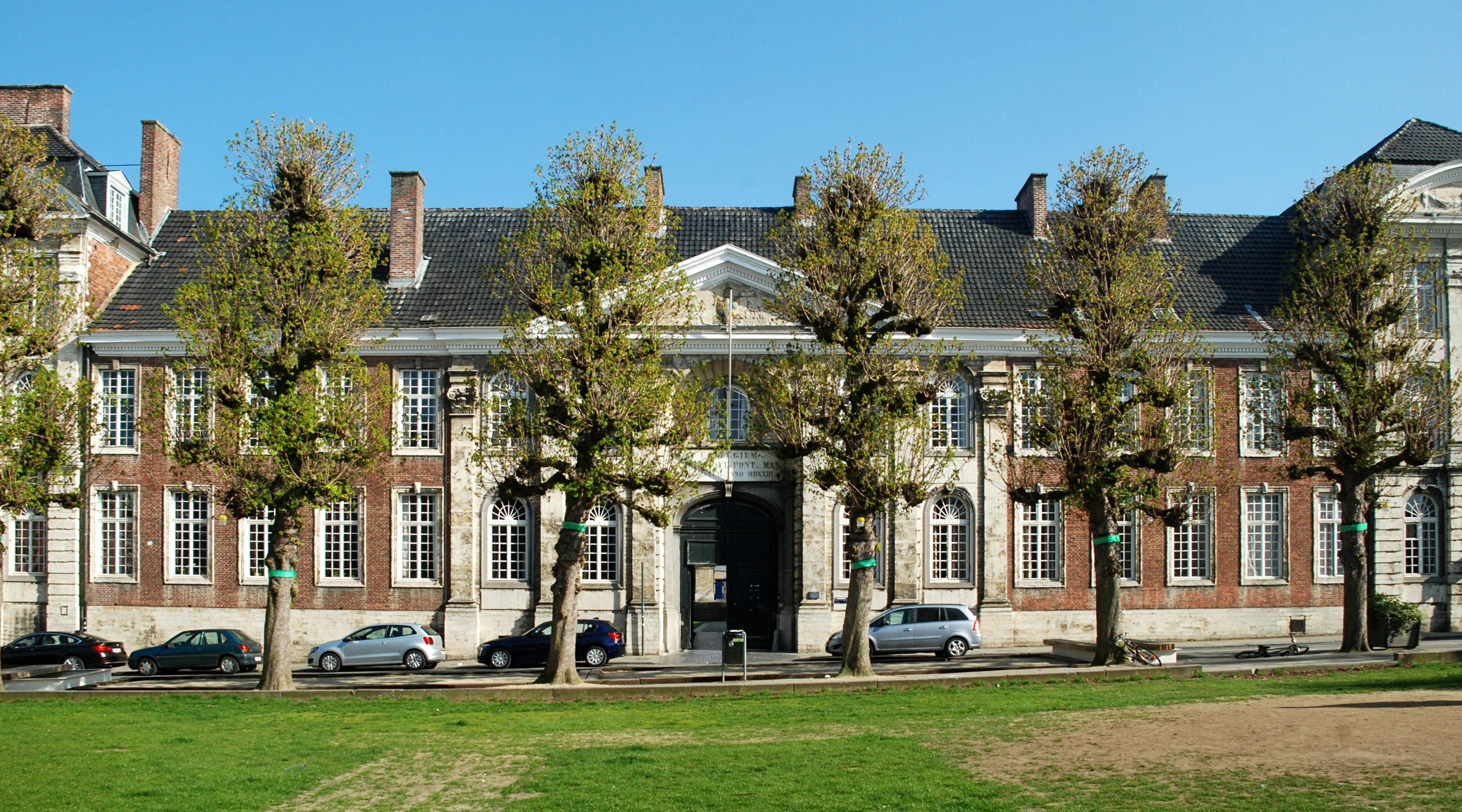
Le Collège du pape sur la Hogeschoolplein.

## Historique
Le collège est fondé en 1523 en vertu des dispositions testamentaires du pape Adrien VI (1459-1523), qui avait été formé à l'Université de Louvain où il acquit le titre de docteur en théologie en 1491, avant de devenir professeur de théologie et doyen du chapitre de la collégiale Saint-Pierre. 
Par son testament rédigé six jours avant son décès survenu le 14 septembre 1523, Adrien lègue à l'Université de Louvain sa propre demeure dans la rue du Mayeur ('s-Meiersstraat) ainsi que deux maisons plus petites à la rue des Chats (Kattestraat, aujourd'hui rue Charles Deberiot),, afin d'y ériger un collège destiné aux étudiants en théologie.
L'établissement est ouvert en 1524 et reçoit le nom de Collège du Pape Adrien VI en souvenir de son fondateur.
Dès 1530, s'ajoutent aux bâtiments en question une chapelle, une maison comprenant une bibliothèque et une salle d'étude ainsi que deux maisons comprenant des chambres et des greniers.
Durant les décennies qui suivent, le Collège Pape Adrien VI (Paus Adrianus VI-college) devient un des collèges les plus florissants de l'Université,, ce qui s'accompagne de l'agrandissement des bâtiments.
En 1540, l'empereur Charles-Quint loge dans l'établissement fondé par celui qui avait été son précepteur en 1507. 
Le collège est reconstruit en partie en 1660.
À la suite de l'effondrement d'une des ailes en 1775, le collège est reconstruit en style classique en 1776-1778 par les architectes Corthouts et Ghenne. En 1785, l'architecte Louis Montoyer ajoute l'aile orientale sur ordre de l'empereur du Saint-Empire Joseph II,.
Le collège entre ensuite dans une période troublée et connaît un grand nombre d'affectations différentes,,,, :
- 1786 : siège du Séminaire Général (Algemeen seminarie), sur ordre de l'empereur Joseph II ;
- 1797 : hôpital ;
- 1801 : succursale de l'Hôtel des Invalides à Paris ;
- 1811 : caserne ;
- pillage par les troupes russes et prussiennes après la défaite de Napoléon ;
- 1825 à 1829 : siège du Collège Philosophique (Collegium Philosophicum) de Guillaume Ier des Pays-Bas ;
- depuis 1835 : logement pour les étudiants de philosophie et lettres de l'Université catholique de Louvain.

## Classement
Le Collège du pape est classé comme monument historique depuis le 5 janvier 1973 et figure à l'inventaire du patrimoine immobilier de la Région flamande sous la référence 42171.

## Architecture
Le Collège du pape comprend quatre ailes de deux niveaux disposées en rectangle autour d'une cour.

### La façade principale
L'aile occidentale, qui fait face à la Hogeschoolplein, comprend quinze travées, sans compter les travées des extrémités des ailes latérales.
Le centre de la façade est occupé par un avant-corps en pierre de taille de cinq travées rythmé par six hauts pilastres colossaux dont les chapiteaux composites supportent une corniche ornée d'une frise de denticules et un fronton triangulaire frappé des armes du pape Adrien VI.
La travée centrale, plus large, comporte un portail dont l'arc en anse de panier est orné de frises de perles et d'oves et flanqué de pilastres cannelés aux chapiteaux composites. Cet arc est logé sous un grand arc de décharge orné de bossages plats et de lignes de refend et est surmonté d'une grande plaque de marbre blanc sur laquelle on lit : 

Collegium

Adriani VI Pont. Max.

Fundatum Anno MDXXIII
Les travées latérales de cette façade sont faites de briques sur un soubassement en pierre de taille. Elles sont percées de hautes fenêtres rectangulaires dont l'encadrement de pierre calcaire est orné d'une clé passante.
|  |  |  |  |

### La cour intérieure
La cour intérieure, aménagée avec des pelouses rectangulaires et des chemins en pavés, est bordée au nord et au sud de deux longes ailes en briques comptant trois niveaux et 23 travées surmontées chacune d'une lucarne.
Le côté est de cette cour est fermé par l'aile dite « aile Montoyer » (du nom de l'architecte Louis Montoyer).
Le centre de la façade de cette aile est occupé par un avant-corps en pierre de taille, précédé d'une escalier monumental. Cet avant-corps de trois travées est percé au rez-de-chaussée de trois grandes baies cintrées et, à l'étage, de trois hautes fenêtres rectangulaires, au-dessus desquelles prend place un large entablement percé de trous de boulin et sommé d'un fronton triangulaire orné de modillons et d'une horloge.
Les travées qui encadrent cet avant-corps sont édifiées en pierre au niveau inférieur et en briques à l'étage.

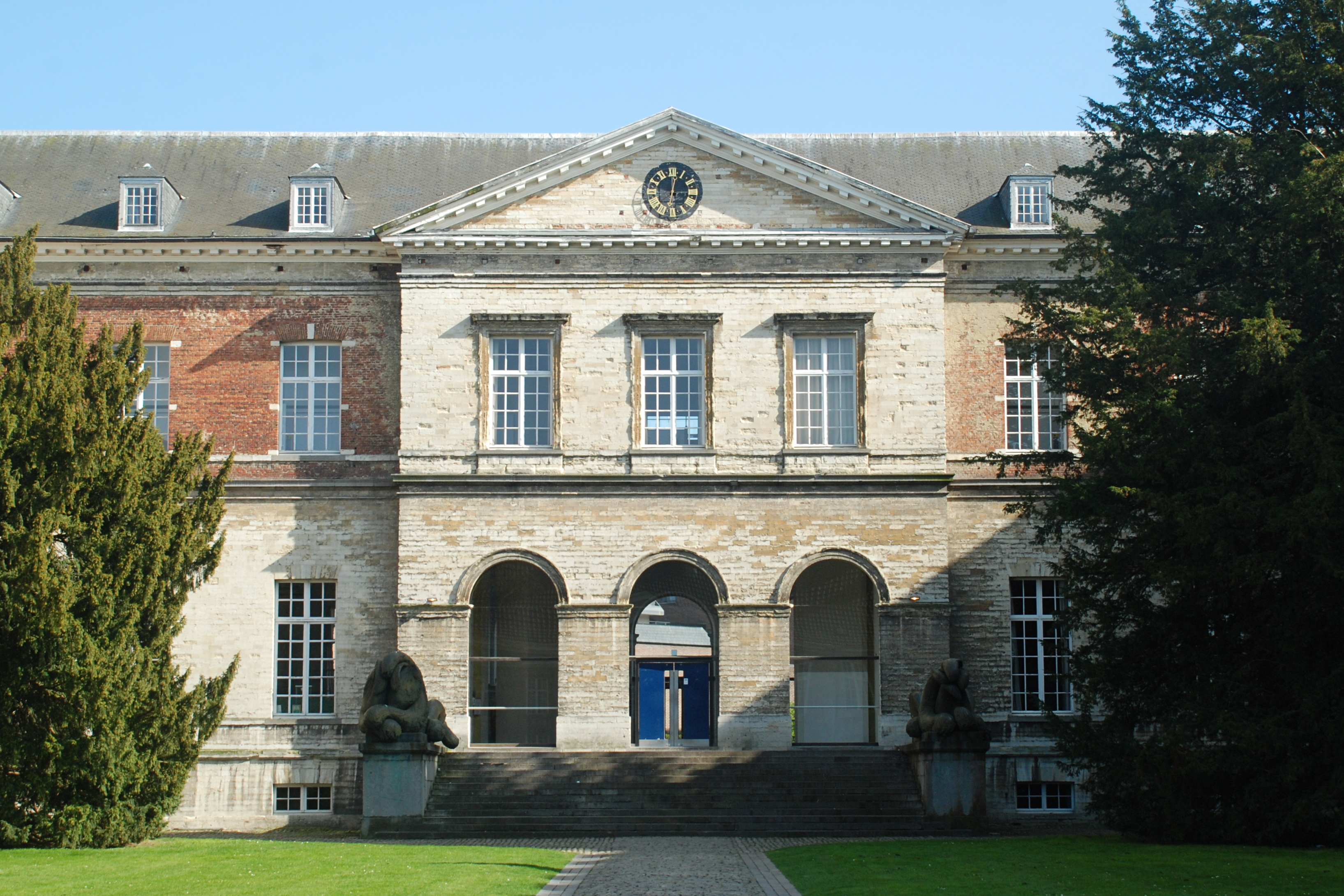
Avant-corps de l'aile Montoyer.